# 天主教聖費利烏-德略夫雷加特教區
天主教聖費利烏-德略夫雷加特教區（拉丁語：Dioecesis Sancti Felicis de Llobregat）是天主教會在西班牙的一個教區。屬巴塞隆納總教區。
教區成立於2004年6月15日，位於加泰隆尼亞中西部。2007年，在當地948,000人口中，有教友847,000人，佔轄區總人口89.3%、260個堂區、187名司鐸、14名執事、451名修士、167名修女。現任主教為奧古斯丁·哥爾德斯·索里亞諾。